# Raedwulf
Raedwulf (també escrit Rædwulf) va ser rei de Northúmbria durant un breu temps difícil de concretar, quan Eanred va ser deposat. Es desconeix quins eren els seus ancestres, però es creu probable que els reis Osberht i Aella de Northúmbria fossin parents seus.
S'han trobat monedes del seu regnat. L'única bibliografia antiga que l'esmenta és el Flores Historiarum de Roger de Wendover en què es diu que va morir lluitant contra els pagans, paraula amb què l'autor es referia als vikings.
En els annals del Flores Historiarum es data l'inici del seu regnat en l'any 844, però l'anàlisi cronològic no dona gaire credibilitat a aquesta data. El descobriment d'una moneda amb el nom d'Eanred, d'una datada propera al 850, ha fet replantejar la datació dels reis posteriors. Segons aquest nou plantejament el regnat de Rædwulf podria ser al voltant de l'any 858.